# Olsene
Olsene est une section de la commune belge de Zulte située en Région flamande dans la province de Flandre-Orientale. C'était une commune à part entière avant la fusion des communes de 1977.

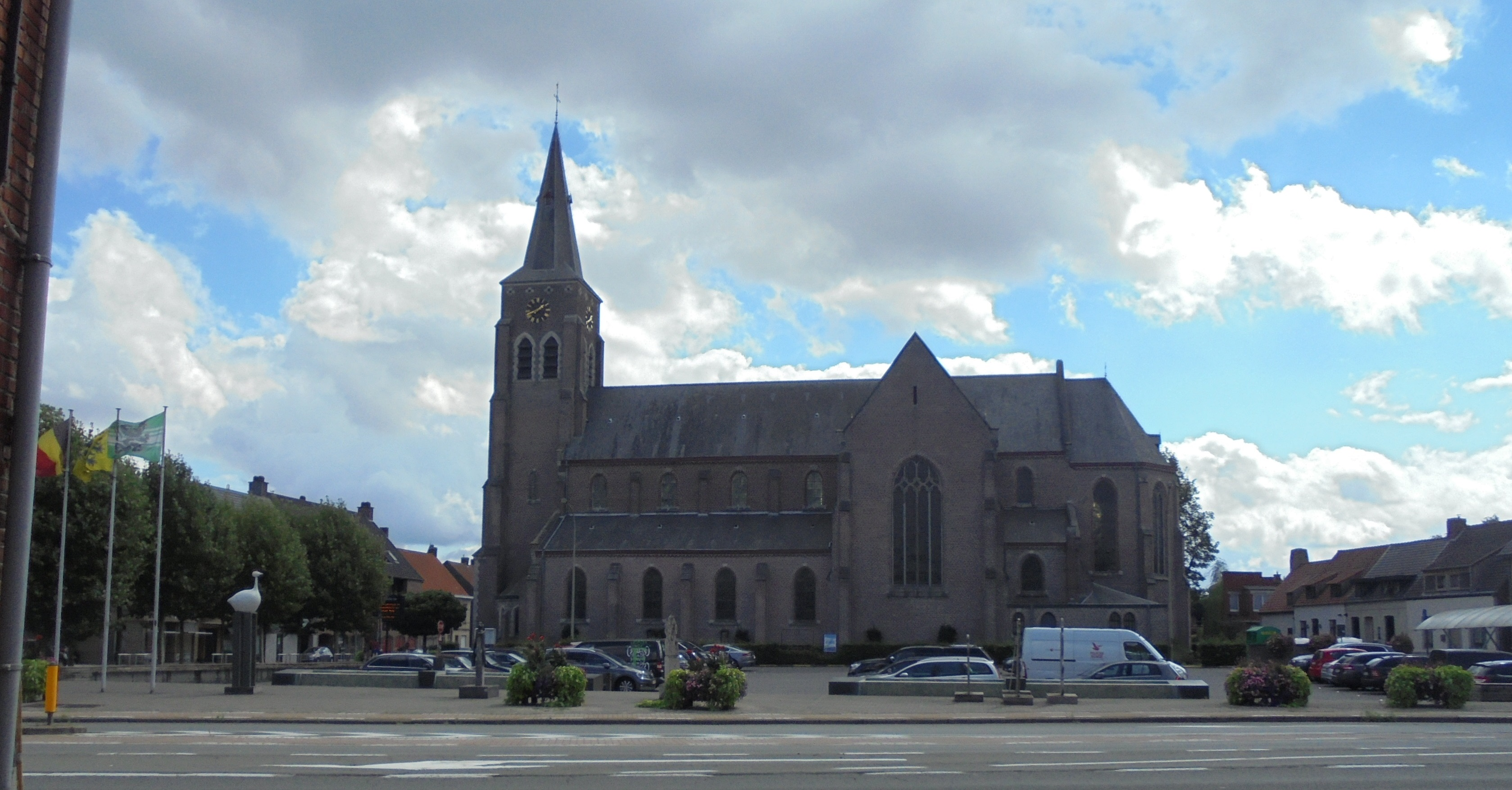
L'église Saint-Pierre.

## Démographie

### Évolution démographique
- Sources : INS, Rem. : 1831 jusqu'en 1970 = recensements, 1976 = nombre d'habitants au 31 décembre[2].

## Histoire
Au XVIIe siècle, Maximilien Lanchals, écuyer, issu d'ancienne noblesse militaire, fils de messire Philippe Lanchals et de Florence de Grutheere, est seigneur d'Olsène, Excarde au pays de Waes, Dentergem, Desselgem, Gotthem. Par lettres données à Madrid le 10 janvier 1645, la terre et seigneurie d'Excarde est érigée en baronnie en sa faveur.